# Loco como yo
Loco como yo è un singolo della cantautrice spagnola Ana Mena, pubblicato il 4 luglio 2016 dall'etichetta Sony Music España come secondo estratto dal primo album in studio Index.

## Descrizione
Il brano, scritto da Aileen de la Cruz, Leticia Fuentes Monterrubio e Paula Rojo, è prodotto da Bruno Nicolás Fernández, in arte Debruk e José Luis de la Peña Mira.

## Video musicale
Il video musicale è stato pubblicato il 21 luglio 2016 attraverso il canale YouTube della cantautrice.

## Tracce
Testi e musiche di Aileen de la Cruz, Leticia Fuentes Monterrubio e Paula Rojo.
1. Loco como yo – 2:48

## Formazione
Musicisti
- Ana Mena Rojas – voce, cori
- Bruno Nicolás Fernández (Dabruk) – cori
- David Augustave Picanes – cori
- Felipe Guevara – chitarra

Produzione
- Bruno Nicolás Fernández (Dabruk) – produzione
- Felipe Guevara – missaggio
- José Luis de la Peña Mira – produzione
- Mike Kalajian – masterizzazione